# Carnotaurinae
Sous-famille
Carnotaurinae est une sous-famille de dinosaures théropodes de la famille des Abelisauridae. Elle inclut les dinosaures Aucasaurus (Argentine), Carnotaurus (Argentine), Majungasaurus (Madagascar), et Rajasaurus (Inde).
Ce groupe a été proposé en premier par le paléontologue Paul Sereno en 1998, défini comme un clade, il contient tous les abelisauridés plus proches de Carnotaurus que de Abelisaurus.

## Classification
- Sous-famille Carnotaurinae
  - Indosaurus (Inde)
  - Indosuchus (Inde)
  - Lametasaurus (Inde)
  - Majungasaurus (Madagascar)
  - Rajasaurus (Inde)
  - Rahiolisaurus (Inde)
  - Wugsasaurus (Canada)
  - Brachyrostra
    - Ekrixinatosaurus (Argentine)[2]
    - Ilokelesia (Argentine)[2]
    - Skorpiovenator (Argentine)[2]
    - Tribu Carnotaurini
      - Aucasaurus (Argentine)
      - Carnotaurus (Argentine)

### Phylogénie
En 2008, Canale et al. publient une analyse phylogénétique se focalisant sur les carnotaurinés sud-américains. Dans leurs résultats, ils trouvent que toutes les formes sud-américaines (Ilokolesia incluse) sont regroupées dans un sous-clade de Carnotaurinae, qu'ils ont nommé Brachyrostra qui signifie "museau court". Ils ont défini ce clade comme incluant "Tous les abelisauridés plus étroitement liés avec Carnotaurus sastrei qu'avec Majungasaurus crenatissimus."
|  | Carnotaurus |
|  |             |
|  | Aucasaurus  |
|  |             |

|  | Ilokelesia                                                          |
|  |                                                                     |
|  | \| \| Skorpiovenator \| \| \| \| \| \| Ekrixinatosaurus \| \| \| \| |
|  |                                                                     |
|  | Skorpiovenator                                                      |
|  |                                                                     |
|  | Ekrixinatosaurus                                                    |
|  |                                                                     |

|  | Skorpiovenator   |
|  |                  |
|  | Ekrixinatosaurus |
|  |                  |

|  | Carnotaurus |
|  |             |
|  | Aucasaurus  |
|  |             |

|  | Ilokelesia                                                          |
|  |                                                                     |
|  | \| \| Skorpiovenator \| \| \| \| \| \| Ekrixinatosaurus \| \| \| \| |
|  |                                                                     |
|  | Skorpiovenator                                                      |
|  |                                                                     |
|  | Ekrixinatosaurus                                                    |
|  |                                                                     |

|  | Skorpiovenator   |
|  |                  |
|  | Ekrixinatosaurus |
|  |                  |

|  | Carnotaurus |
|  |             |
|  | Aucasaurus  |
|  |             |

|  | Ilokelesia                                                          |
|  |                                                                     |
|  | \| \| Skorpiovenator \| \| \| \| \| \| Ekrixinatosaurus \| \| \| \| |
|  |                                                                     |
|  | Skorpiovenator                                                      |
|  |                                                                     |
|  | Ekrixinatosaurus                                                    |
|  |                                                                     |

|  | Skorpiovenator   |
|  |                  |
|  | Ekrixinatosaurus |
|  |                  |

|  | Carnotaurus |
|  |             |
|  | Aucasaurus  |
|  |             |

|  | Ilokelesia                                                          |
|  |                                                                     |
|  | \| \| Skorpiovenator \| \| \| \| \| \| Ekrixinatosaurus \| \| \| \| |
|  |                                                                     |
|  | Skorpiovenator                                                      |
|  |                                                                     |
|  | Ekrixinatosaurus                                                    |
|  |                                                                     |

|  | Skorpiovenator   |
|  |                  |
|  | Ekrixinatosaurus |
|  |                  |